# Svensk pietism under den ryska fångenskapen
Efter slaget vid Poltava togs omkring 30 000 svenskar som krigsfångar och spreds ut över Ryssland. För att inte dessa exilsvenskar skulle tappa sina svenska identiteter tog Carl Piper (1647-1716), förste minister hos Karl XII, initiativet till en svensk sambandsförvaltning. På varje ort dit svenska krigsfångar förts utsåg man en av officerarna till förman, vilken fick i uppdrag att hålla kontakten med Carl Pipers sambandscentral samt de ryska myndigheterna. De fångar som förmannen företrädde organiserades som en församling och man försökte se till att ha en präst till varje sådan här fångenskapsförsamling. Andliga lekmän fick fylla upp den prästbrist som ändå fanns.

## Svensk pietism i Tobolsk
I den sibiriska staden Tobolsk bestod den svenska församlingen 1712 av 1165 nattvardsberättigade individer i den egenbyggda kyrkan som drevs efter den svenska kyrkolagen. Den pietistiska väckelsen i lägret inleddes med att en tyskfödd officer läste Johann Arndts "Sanna kristendom" och August Hermann Franckes skrifter efter att ha hamnat i en religiös kris då han läst Martin Luthers förord till romarbrevet. Han spred sedan dessa skrifter vidare bland sina kollegor och 1713 skrev nio stycken officerare till Francke själv ett brev där de bad om förbön för den situation de befann sig i och tackade för hans uppbyggliga skrifter. Francke blev tagen av officerarnas berättelse och skickade ekonomiskt understöd, uppbyggliga skrifter och uppmuntrande brev tillbaka till Tobolsk. Bland dessa brev fanns instruktioner till hur ett skolväsende skulle kunna upprättas och med förlagan i Halle satte man så igång med skolbyggen i Moskva och Tobolsk. I skolorna, som var väldigt framgångsrika, kom sedermera både svenska och ryska barn att gå. Översättningar och avskrifter från pietistiska författare spreds till svenskarna i lägret och landet. 
Pietismens, som är sprungen ur en luthersk tradition, något mer personliga inriktning passade bättre för de exilsvenskar som nu levde i Ryssland än den fjärra enhetskyrkan i Sverige. Få av svenskarna vände från den lutherska övertygelsen till förmån för den rysk-ortodoxa tron, men samtidigt så tillhörde man nu en religiös minoritet som kunde kräva en mer reflekterad bild av den egna tron. Dessa erfarenheter följde med de svenskar som till slut fick komma hem till Sverige mellan 1722 och 1724. Josias Cederhielm (1673–1729) var en av de hemvändande karoliner som under fångenskapen lagt sig till med en pietistisk trosuppfattning. En annan var generalmajor Carl Pereswetoff-Morath (1665–1736).